# Comment ça va bien !
Pour les articles homonymes, voir CCVB.
Comment ça va bien ! , abrégé en CCVB !, était une émission de télévision française diffusée sur France 2 depuis le 25 janvier 2010. Elle était présentée par Stéphane Bern et produite par Martange Production. France 2 a pris la décision d'arrêter l'émission à partir de juillet 2016.

## Diffusion
- L'émission est diffusée du lundi au vendredi, à l'origine de 15 h 45 à 17 h 20.
- France 2 propose, pendant les vacances scolaires, un « best of » des émissions précédentes renommé « Le meilleur de… » à partir de la troisième saison.
- En septembre 2011, l'émission entame sa troisième saison.
- L'émission a fêté sa 400e émission le lundi 7 mai 2012 (best of)[5].
- France 2 a annoncé qu'en septembre 2012, Comment ça va bien ! entamera sa quatrième saison.
- Depuis mi-avril 2013, Comment ça va bien ! invite chaque émission une célébrité, par exemple : Nolwenn Leroy, Nicoletta, Tal, Patrick Sébastien, etc. à la fin de l'émission, on voit un aperçu de la prochaine émission et de son invité(e).
- À partir du 6 mai 2013, l'émission est rallongée de 20 minutes pour compenser le départ du feuilleton allemand Le Tourbillon de l'amour de la case horaire qui suit (par manque d'audience - un flop, qui ne "pousse" pas le pré-access, déjà en difficulté). L'émission précédente, Toute une histoire, est alors diffusée de 14 h à 15 h 20 et Comment ça va bien !, de 15 h 30 à 16 h 50.
- En septembre 2013, l'émission entame sa cinquième saison.
- Le 1er septembre 2014, l'émission entame sa sixième saison. Elle est alors diffusée de 15 h 50 à 17 h 5.
- L'émission diffuse un « Spécial Brésil » le mercredi 18 juin, le jeudi 19 juin et le vendredi 20 juin 2014.

## Principe
L'émission est consacrée au bien-être et à l'art de vivre. Stéphane Bern décrypte les nouvelles tendances de la consommation ou de la vie quotidienne (santé, cuisine, maison, famille, mode, beauté, etc.) en compagnie de chroniqueurs (six les premières semaines puis cinq par la suite). Les chroniqueurs partagent également leurs expériences à propos d'un service qu'ils ont testé au préalable. Astuces, conseils et informations sont ainsi au menu de ce programme quotidien, où l'humour est aussi fort présent.

## Identité visuelle (logo)

Logo de 2010 à 2015.
Variante du logo de 2010 à 2015.
Nouveau logo depuis 2015.
Variante du logo en 2015.

## Audimat
- La première émission diffusée le 25 janvier 2010 a réuni 1 162 000 téléspectateurs, soit 15,5 % de part de marché.
- Le 26 avril 2010, l'émission a réalisé sa deuxième meilleure performance en part d'audience depuis sa mise à l'antenne le 25 janvier avec 14,6 % de PDM et a réuni en moyenne 815 000 de téléspectateurs, à noter que l'émission réalise également sa meilleure performance sur les ménagères de moins de 50 ans de la saison avec un score de 21,2 %.
- Le 2 juillet 2010, le magazine est en progression tout au long de la saison, a réalisé son record en audience et en part d'audience depuis sa mise à l'antenne le 25 janvier en réunissant en moyenne plus de 1,2 million de téléspectateurs avec 16,2 % de parts d'audience, à noter également de belles performances sur les 25-34 ans avec 24 % et sur les ménagères de moins de 50 ans avec 18,9 %[6].

## Chronique
Des chroniqueurs de tous âges et de tous horizons (spécialistes souvent issus de la presse écrite) participent à l'émission.

## Autour de l'émission
Quelques nouveautés notables sont exposées dans la troisième saison. Au début de l'émission, un sommaire est présenté contrairement aux précédentes saisons et un nouveau jingle présente les chroniqueurs. 
- Chaque année du 1er au 16 décembre : Comment ça va bien ! se met aux couleurs de Noël avec un compte à rebours de jours.
- À l'occasion de l'anniversaire de l'animateur, le 14 novembre 2011 : Les chroniqueurs de l'émission lui ont réservé une surprise : Ils ont tous accepté de se déguiser, pour rendre hommage à sa passion : « l'Histoire ».
- Le 26 avril 2013, Comment ça va bien ! se met aux couleurs des Pays-Bas à l'occasion du couronnement du prince héritier Willem-Alexander d'Orange avec la participation de la princesse Hermine de Clermont-Tonnerre[9].
- Du 10 au 14 juin 2013, semaine spéciale mariage pour Comment ça va bien ! et invite : André Manoukian, Nolwenn Leroy, Karine Le Marchand, Marilou Berry et Emmanuel Moire qui sont présents pour tester auprès de Stéphane Bern et ses chroniqueurs tous les conseils pratiques du mariage[10].

Dans la 5e saison, quand un(e) chroniqueur(se) donne plus de détails, on voit un aperçu du chroniqueur(se) et sa chronique.
- Le 23 octobre 2013 : Stéphane Bern et Jean-Marie Bigard se transforment en cascadeurs et font des acrobaties.
- Le 1er novembre 2013 : Stéphane Bern effrayé par un crocodile sur le plateau de l'émission, une séquence qui a beaucoup fait rire l'équipe de Comment ça va bien !, et le public également présent.
- Le 14 novembre 2013 : l'équipe de l'émission demande à Mireille Mathieu de débarquer par surprise sur le plateau pour l'anniversaire de Stéphane Bern.
- Le 17 décembre 2013 : Stéphane Bern reçoit Messmer l'hypnotiseur, ce dernier a profité de sa venue dans l'émission pour hypnotiser les membres de l'équipe une prestation qui va provoquer un fou rire sur le plateau de CCVB !.

Depuis la 5e saison, l'animateur fait des tests avec ses chroniqueurs intitulés le « test de… » :
Voici le tableau qui le résume : 
| N° | Date              | Stéphane Bern apprend / se met                                                                                     | dans le « test de… » | Réf |
| -- | ----------------- | --- | -------------------- | --- |
| 1  | 13 septembre 2013 | à danser comme Michael Jackson !                                                                                   | « Valentine »        |     |
| 2  | 16 septembre 2013 | à jouer de la trompe de chasse                                                                                     | « défi de Benoît »   |     |
| 3  | 24 septembre 2013 | dans la peau d'une danseuse du Lido                                                                                | « Valentine »        |     |
| 4  | 26 septembre 2013 | Stéphane B. danse comme dans les films de Bollywood                                                                | « Cédric »           |     |
| 5  | 1er octobre 2013  | Stéphane B. lit le livre Cinquante nuances de Grey                                                                 | « Valentine »        |     |
| 6  | 14 octobre 2013   | Stéphane B. a montré ses talents d'imitateur et confie « Je ne sais faire que Karl Lagerfeld » avant de le prouver |                      |     |
| 7  | 7 novembre 2013   | Stéphane B. fait du sport dans son émission                                                                        |                      |     |
| 8  | 19 novembre 2013  | Stéphane B. et Philippe Vandel font la danse classique bollywoodienne                                              | « Valentine »        |     |

- À partir de le 6e saison, quatre chroniqueurs seront récurrents sur le plateau de l'émission : Janane Boudili, Maud Pilat Detto Braïda, Caroline Baly et Benoît Chaigneau[8].
- À partir de la 7e saison, l'émission se dote d'un nouveau logo ainsi que d'une nouvelle décoration plateau.